# Agence de mutualisation des universités et des établissements
L'Agence de mutualisation des universités et des établissements d'enseignement supérieur ou de recherche et de support à l'enseignement supérieur ou à la recherche (connue sous le sigle Amue) est un groupement d'intérêt public français créé en 1992, placé sous la tutelle du Ministère de l'enseignement supérieur, de la recherche et de l’innovation.
Ses principales missions sont d’organiser la coopération et servir de support aux actions communes de ses adhérents en vue d’améliorer la qualité de leur gestion :
- en contribuant à l’élaboration de leur système d’information ;
- en leur permettant de disposer d‘une offre logicielle plurielle répondant à leur diversité ;
- en accompagnant les changements et la modernisation des établissements en matière de pilotage et de gestion, par la veille, les échanges et l’expertise
- en assurant à leurs personnels des formations ;
- en mutualisant les coûts via une centrale d’achats
- en participant à la construction de l’Espace européen de l’enseignement supérieur et de la recherche et à la coopération internationale

## Histoire
En 1992 est créé sous l'impulsion du MESR le Groupement Informatique pour la Gestion des Universités et Etablissements (GIGUE). Celui-ci réunit des universités et établissements d'enseignement supérieur dans le but d'accompagner les changements et la modernisation des établissements d'enseignement supérieur en matière de pilotage et de gestion.
La première mission du GIGUE a été de réaliser l'application NABUCO (gestion financière).
Dans un deuxième temps, il a assuré la maîtrise d'ouvrage et la distribution de l'application APOGÉE dans le domaine de la gestion de la scolarité des étudiants, puis de l'application HARPÈGE dans le domaine de la gestion des personnels.
En 1997, le GIGUE a été transformé en agence de modernisation des universités et des établissements puis, en 2004, en agence de mutualisation des universités et des établissements.
L'agence est régulièrement évaluée puis prorogée par le gouvernement après un rapport de l'Inspection générale de l’administration de l’Éducation nationale et de la Recherche.
La dernière prorogation a eu lieu en 2013 pour une durée indéterminée.

## Organisation
Les instances de gouvernance de l’agence (cf convention constitutive) sont l’assemblée générale (composée de l’ensemble des adhérents de l’agence) et le conseil d’administration (18 membres dont 15 représentants des établissements adhérents de l’agence).
Deux représentants du Ministère de l’enseignement supérieur, de la recherche et de l’innovation sont membres de droit du conseil d’administration, ainsi que le président de France Universités (Ex CPU).
Le siège de la Caisse des Dépôts et Consignations n’est pas pourvu en raison de l’absence de conclusion d’une convention de partenariat avec l’Amue.
La présidence du Conseil d'administration de l'agence est assurée depuis 2004 par le président de la Conférence des présidents d'université, bien que cela n'ait aucun caractère systématique ou impératif.
L'agence est dirigée par un directeur qui est Simon Larger. Son mandat a débuté le 1er mars 2023. La durée d’un mandat est de trois ans.

## Ressources et budget
La participation directe de l'État est d'environ dix millions d'euros (soit près de 30 % du budget total). Les autres ressources de l'Amue sont constituées par la vente de ses solutions logicielles et prestations de services à ses membres, et à leurs cotisations.
En 2020, l'agence emploie environ 171 ETPT pour ses activités situées, à titre principal, sur deux sites à Paris et Montpellier. Le budget de l’Amue s’élève à 35,4 millions d’euros (autorisations d’engagement).
Fin 2019, sa capacité d’autofinancement était de 5,48 M€, son fonds de roulement s’établissait à 15,9 M€ et sa trésorerie à 12 M€.

## Offre logicielle
(liste non exhaustive)
- APOGEE (gestion de la scolarité étudiante)
- FCA Manager (gestion de l’activité de Formation Continue et de l’Alternance)
- Pégase du projet PC-SCOL (solution partenariale Amue-Cocktail,  qui succédera à Apogée , pour l’Amue, et à Scolarix / SVE, pour l’association Cocktail)
- SIHAM (gestion des ressources humaines)
- SIHAM PMS (gestion de la masse salariale)
- SIFAC (gestion financière)
- SIFAC DÉMAT (dématérialisation des factures fournisseurs)
- SIFAC +
  - CAPLAB (solution partenariale de description et de suivi des projets et activités du laboratoire)
  - DIALOG (outil partenarial support au dialogue de gestion)
  - SINCHRO (gestion des feuilles de temps)
- EvRP (gestion des risques professionnels)
- SINAPS (pilotage des établissements, management de la donnée)

## Offre de services
- dispositif d'accompagnement des universités pour la mise en œuvre de leur transformation, grâce à une expertise métier/SI, au travers de formations, séminaires et conférences, audits et conseils.
- mise en réseau de la communauté en animant des groupes de travail thématiques réguliers et fédérateurs et en offrant une information structurée et partagée sur son site web.
- guides de synthèse ou de méthodologie concernant les grands domaines de gestion : finances, ressources humaines, formation vie de l'étudiant, patrimoine.
- centrale d’achats, accords-cadres avec des partenaires multiples.

## Critiques de l'IGAENR
En décembre 2013, l'inspection générale de l'administration de l'éducation nationale et de la recherche, note dans un audit réalisé avant la nomination de Stéphane Athanase, que la situation financière de l'agence induit la diffusion anticipée de logiciels avec un niveau de qualité très insuffisant au regard des besoins des établissements membres et des sommes engagées.
Le rapport note également que les établissements membres ne sont pas assez impliqués dans le développement des produits de l'agence, ce qui expliquerait notamment leur faible qualité et les retards accumulés dans leur développement.
Cet audit fait également état d'un besoin de repenser le mode de financement des activités de l'agence.

## Contrat en cours
Le contrat 2021/2025 a été signé le 17 mars 2022 par Frédérique Vidal, ministre de l’enseignement supérieur, de la recherche et de l’innovation, Gille Roussel, président du conseil d’administration de l’Amue et Stéphane Athanase, directeur de l’Amue.